# Salazar de Amaya

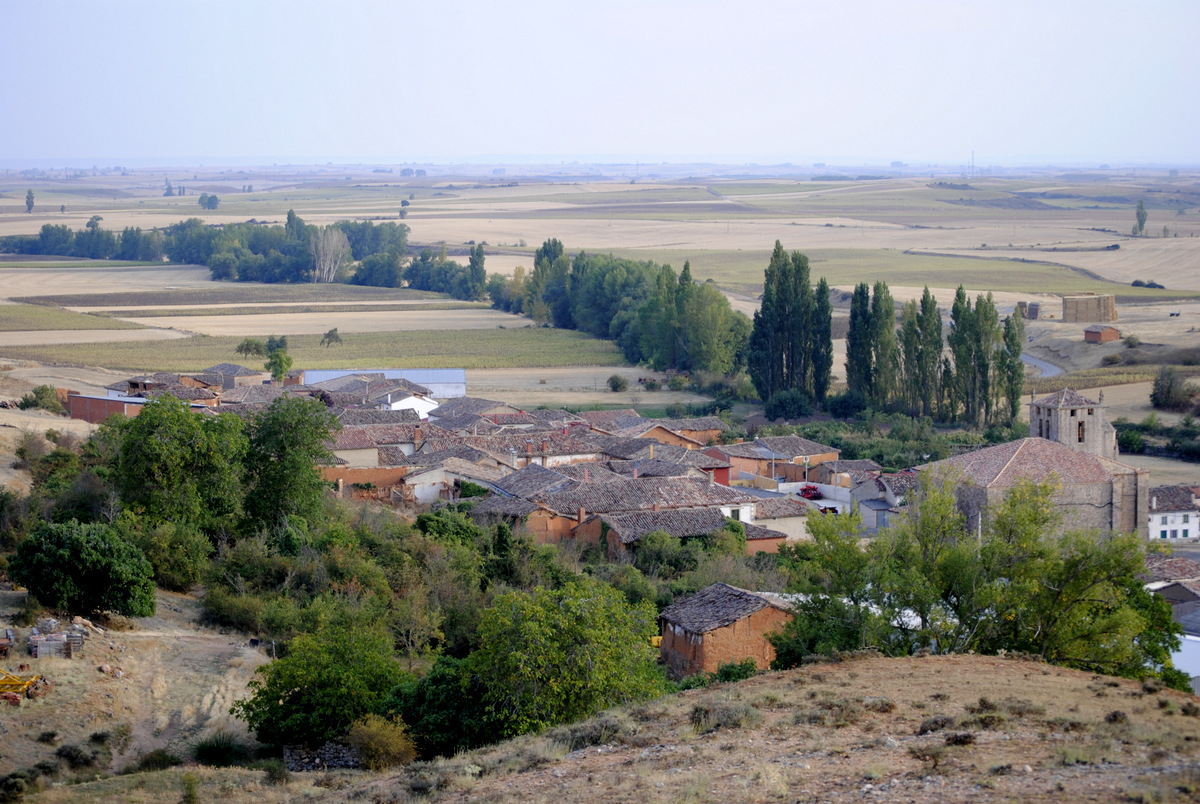
Panorámica de Salazar de Amaya

Salazar de Amaya es una localidad situada en la provincia de Burgos, comunidad autónoma de Castilla y León (España), comarca de Odra-Pisuerga, ayuntamiento de Sotresgudo.

## Datos generales
En 2024, contaba 37 con habitantes. Situado 7 km al este de la capital del municipio, Sotresgudo, en la carretera  BU-610  que comunica con Alar del Rey, bañado por el arroyo de Los Tovares, afluente del Pisuerga por la margen izquierda y que nace en Peña Amaya en la localidad de Puentes de Amaya.

## Historia
En su término esta constatada la presencia de hasta 2 castros prerromanos (Salazar de Amaya I y II) atribuidos a los Cántabros
Su topónimo puede que esté relacionado con otro llamado Salazar en las proximidades de Villarcayo. Se le encuentra citado por primera vez  el 18 de marzo de 1068 como Sararzar de Amaia, en un documento de la catedral de Burgos.
El año 1164, el Rey Alfonso VIII da al monje Rodrigo, abad del Monasterio Premostratense de Aguilar de Campoo, la iglesia y Monasterio de Santa Juliana de Valbonilla junto a la Villa de Salazar.
El fuero de albedrío de Salazar de Amaya fue concedido por el rey Alfonso XI en 1332, según consta en documento del Archivo de la Real Chancillería de Valladolid.
En el Becerro de las Behetrías aparece con la grafía Sant Laçar. En un documento aparece como Sant Lazaro.
El nombre podría también derivar del latín salix, salicis, sauce, nombre de árbol; querría decir salceda.
Los libros parroquiales dan comienzo en 1542.
En 1752 pertenecía al señorío del Duque de Frías.
Villa que formaba parte del Partido de Villadiego, uno de los catorce que formaban la Intendencia de Burgos, durante el periodo comprendido entre 1785 y 1833, en el Censo de Floridablanca de 1787, jurisdicción de señorío siendo su titular el Duque de Frías, alcaldes ordinarios.
Antiguo municipio, denominado Salazar junto a Amaya en Castilla la Vieja, partido de Villadiego código INE-09331
En el censo de la matrícula catastral contaba con 50 hogares y 138 vecinos.
Entre el censo de 1857 y el anterior, crece el término del municipio porque incorpora a Puentes de Amaya.
Entre el censo de 1981 y el anterior, este municipio desaparece porque se integra en el municipio de Sotresgudo. Las dos localidades que se incorporan contaban con 43 hogares y 139 vecinos.

## Demografía
| Gráfica de evolución demográfica de Salazar de Amaya entre 1842 y 1970 |
| |
| Población de derecho según los censos de población del INE Población de hecho según los censos de población del INEEntre el censo de 1857 y el anterior, crece el término del municipio porque incorpora a Puentes de Amaya. Entre el censo de 1981 y el anterior, este municipio desaparece porque se integra en el municipio Sotresgudo. |

## Iglesia de Santa Columba
Esta iglesia del siglo XVI está situada en el centro del pueblo. Es de grandes proporciones, tiene cinco altares, un amplio coro, cuenta con un antiguo púlpito y una gran pila bautismal románica decorada. Todo el piso es de piedra debido a que antes se enterraba allí a los sacerdotes con la fecha correspondiente grabada. De la bóveda mayor cuelga un incensario muy grande de plata. El tabernáculo es de principios del siglo XVII. El retablo mayor es ligeramente posterior y dorado, clasicista. La puerta de la iglesia es románica, como la pila bautismal que está decorada. Fuera, junto a la iglesia, está la huesera.
Edificio de planta rectangular con tres naves estilo planta de salón o hallenkirche, con pórtico abierto para la entrada, torre con estructura adosada poligonal y ábside plano. El único vestigio románico se observa en el interior en una pila bautismal (125cm diámetro, 94cm altura total) decorada con círculos entrelazados.
Ábside rectangular. Contrafuertes en las esquinas. Torre de dos cuerpos, almenada, con pináculos y gárgolas de cañón, ocho huecos y dos campanas. Otro retablo es rococó, de 1753, y tiene una virgen sedente con niño del siglo XIV. Otro retablo es neoclásico, con una Piedad del siglo XVI.

## Patrimonio
- Iglesia parroquial de Santa Columba (patrona de Salazar), siglo XVI.
- Ermita de San Roque.
- Casas con arcos de piedra.
- Parajes naturales.